# Campylocentrum fasciola
Campylocentrum fasciola es una especie de orquídea epifita originaria de América.

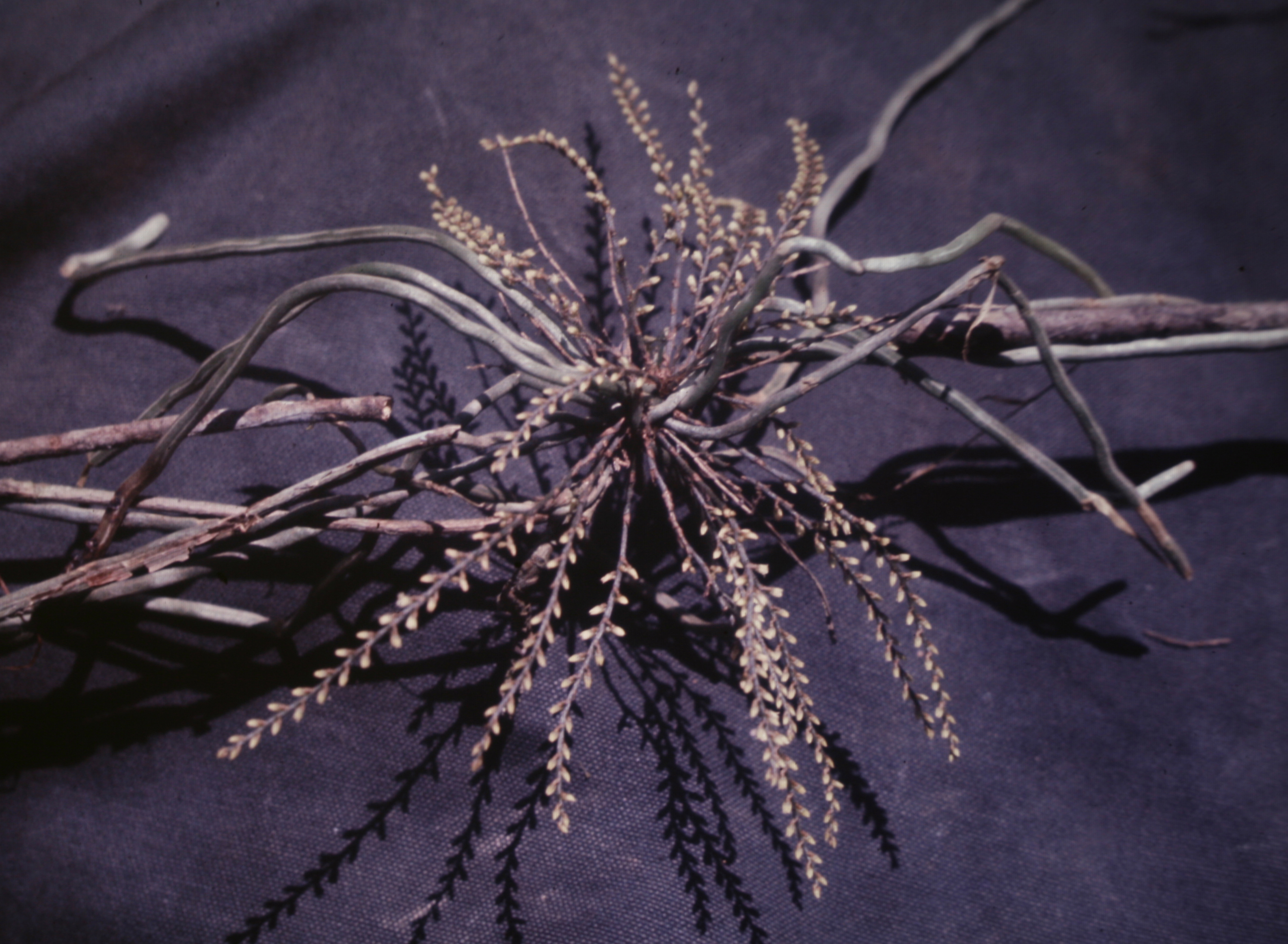
Vista de la planta

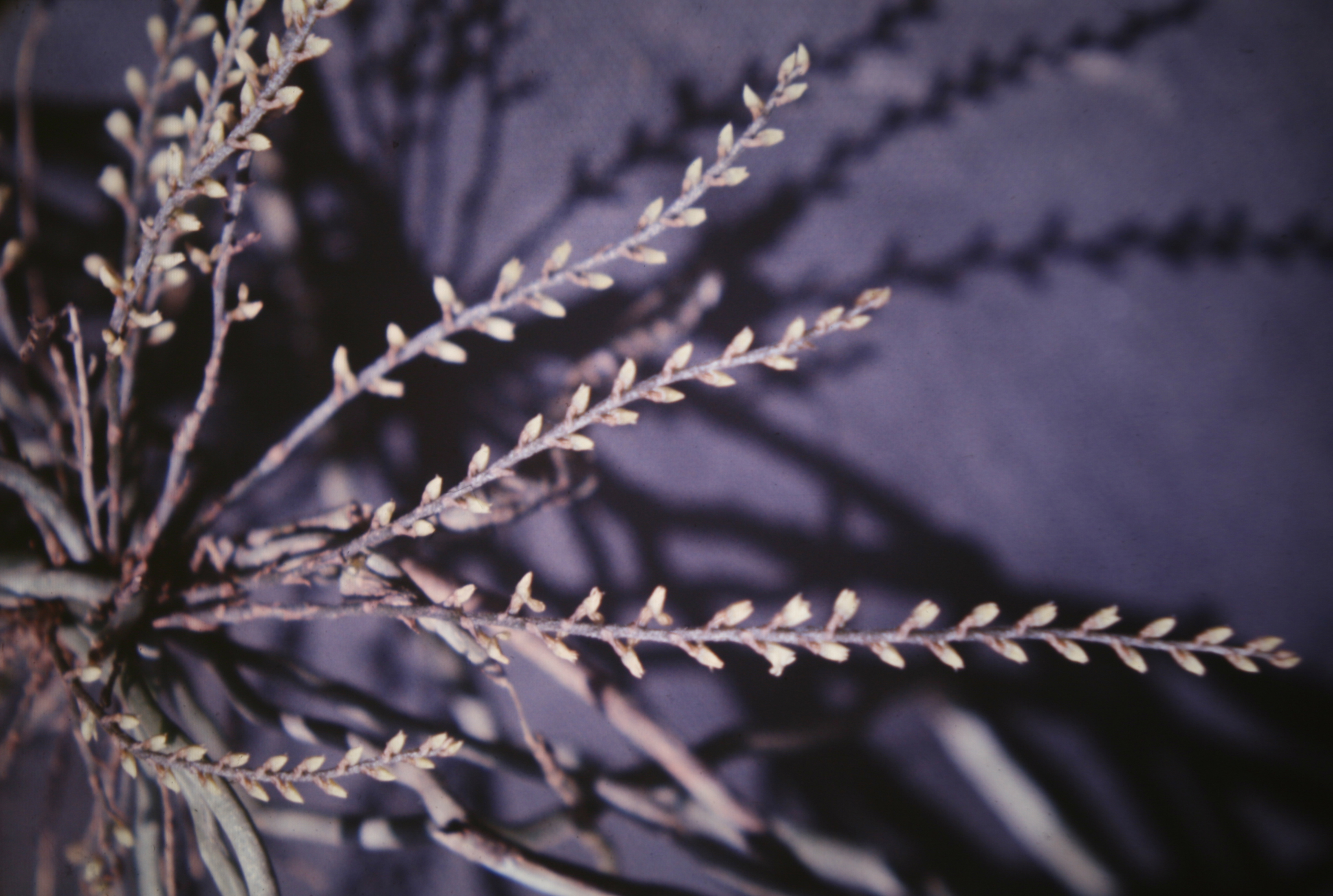
Inflorescencias

## Descripción
Es una orquídea de pequeño tamaño, con hábitos de epífita sin hojas, con raíces verdes nervudas que florece en muchos 6-10 inflorescencias racemosas subfiliformes, cilíndricas, rectas, de 8 cm de largo, densamente dísticas, con muchas flores resupinadas que aparecen en el verano y el otoño.

## Distribución y hábitat
Se encuentra en México, Guatemala, Belice, Honduras, Costa Rica, Cuba, República Dominicana, Haití, Jamaica, Puerto Rico, Trinidad y Tobago, Islas de Barlovento, Guayana Francesa, Surinam, Guyana, Venezuela, Colombia, Ecuador, Perú, Bolivia y Brasil en bosques montanos húmedos desde el nivel del mar a los 1.500 metros.

## Taxonomía
Campylocentrum fasciola fue descrita por (Lindl.) Cogn. y publicado en Flora Brasiliensis 3(6): 520. 1906
Etimología
Campylocentrum: nombre genérico que deriva de la latinización de dos palabras griegas: καμπύλος (Kampyle), que significa "torcido" y κέντρον, que significa "punta" o "picar", refiriéndose al espolón que existe en el borde de las flores.
fasciola: epíteto latino 
Sinonimia
- Angraecum fasciola Lindl. (1840) Basónimo
- Angraecum weigeltii Rchb.f. (1850)
- Aeranthes fascicola (Lindl.) Rchb.f. (1864)
- Campylocentrum sullivanii Fawc. & Rendle (1909)
- Campylocentrum loretoense Schltr. (1921)
- Campylocentrum lankesteri Ames (1923)[1][3][4]